# Dorota Olczak-Kowalczyk
Dorota Olczak-Kowalczyk – polska stomatolog, doktor habilitowany nauk medycznych, profesor nadzwyczajny i kierownik Zakładu Stomatologii Dziecięcej Wydziału Lekarskiego i Stomatologicznego Warszawskiego Uniwersytetu Medycznego.

## Życiorys
W 1995 ukończyła studia stomatologiczne w Akademii Medycznej w Warszawie, 7 grudnia 2000 roku obroniła pracę doktorską „Analiza stanu narządu żucia dzieci warszawskich w wieku od 2-go do 7-go roku życia z uwzględnieniem konieczności podjęcia leczenia protetycznego”, habilitowała się na podstawie pracy „Ocena stanu zdrowia jamy ustnej u pacjentów w wieku rozwojowym po transplantacji nerki lub wątroby”, 14 sierpnia 2014 uzyskała tytuł profesora nauk medycznych. Awansowała na stanowisko adiunkta w Instytucie „Pomnika – Centrum Zdrowia Dziecka”.
Od 7 czerwca 2019 roku pełni funkcję konsultantki krajowej w zakresie stomatologii dziecięcej.
Została zatrudniona na stanowisku profesora nadzwyczajnego i kierownika w Zakładzie Stomatologii Dziecięcej na Wydziale Lekarskim i Stomatologicznym Warszawskiego Uniwersytetu Medycznego.
Jest dziekanem na Wydziale Lekarsko-Stomatologicznym Warszawskiego Uniwersytetu Medycznego i członkiem Rady Dyscypliny Naukowej – Nauk Medycznych Warszawskiego Uniwersytetu Medycznego.
Została odznaczona Srebrnym (2012) i Złotym (2023) Krzyżem Zasługi.